# Enfant unique
« Fils unique » redirige ici. Pour les autres significations, voir Fils unique (homonymie).
« Fille unique » redirige ici.  Pour le film français, voir Filles uniques.

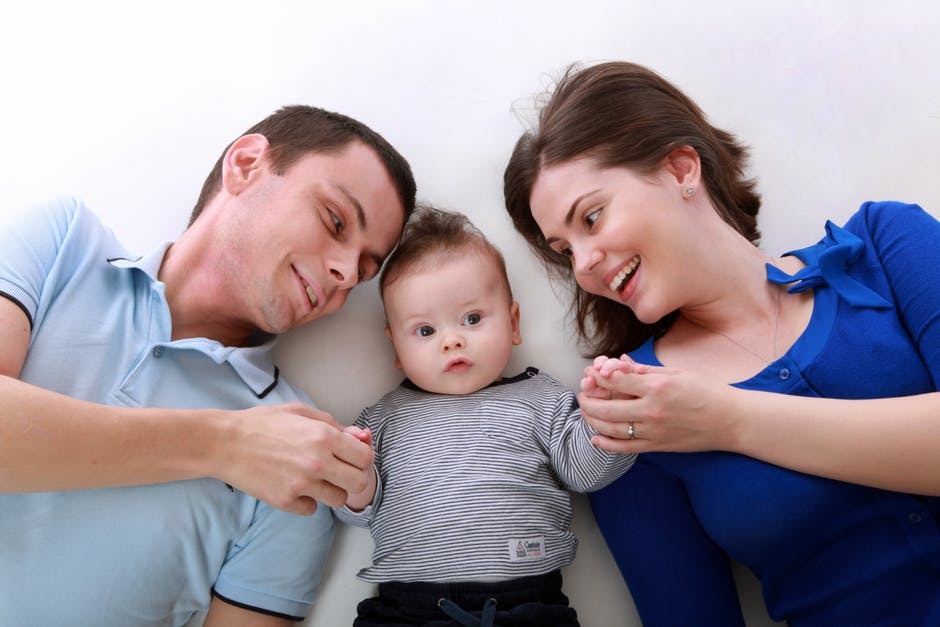
Un bébé entouré de ses deux parents

Un enfant unique est un enfant n'ayant ni frère ni sœur.
Certains enfants uniques peuvent avoir des demi-frères et demi-sœurs ou des frères et sœurs par alliance, partageant le même toit ou non.

## Évolutions de la natalité auxXIXeetXXesiècles
Tout au long de l'histoire, les enfants uniques ont été relativement rares, en raison notamment de la forte mortalité infantile. 
Le malthusianisme de la petite bourgeoisie au XIXe siècle favorise l'enfant unique par des pratiques de restriction de la procréation (contraception, mariage tardif, chasteté…) dans le but de consacrer tous ses efforts à l'ascension sociale d'un seul héritier.
Pour un certain nombre de raisons, depuis le milieu du XXe siècle, le taux de natalité et la taille moyenne des familles ont fortement diminué : sont notamment en cause l'augmentation du coût de l'éducation des enfants et le nombre toujours plus grand de parents ayant plus tardivement leur premier enfant. Aux États-Unis, la proportion de familles ayant des enfants uniques a augmenté pendant la Grande Dépression, mais a chuté pendant le baby boom de l'après Seconde Guerre mondiale. À la fin de la guerre de Corée en 1953, le gouvernement sud-coréen a suggéré aux citoyens d'avoir chacun un ou deux enfants pour stimuler la prospérité économique, ce qui a entraîné une baisse significative du taux de natalité et un plus grand nombre d'enfants uniques,.
De 1979 à 2015, la politique de l'enfant unique en République populaire de Chine obligeait les parents à n'avoir qu'un seul enfant. Cette règle a tout de même été soumise à des assouplissements locaux et à des exceptions individuelles (dans le cas, par exemple, de la conception de jumeaux),,.
Les familles peuvent avoir un seul enfant pour diverses raisons, incluant : préférence personnelle, planification familiale, santé financière, émotionnelle ou physique, désir de voyages, stress au sein de la famille, avantages éducatifs, mariage tardif, volonté de stabilité, concentration sur l'enfant, contraintes de temps, craintes de grossesse ou lors de celle-ci, âge avancé, naissance illégitime, infertilité, divorce et décès d'un frère, d'une sœur ou d'un parent. Jusqu'au milieu du 20e siècle, le décès prématuré d'un parent contribuait à un faible pourcentage de mariages ne donnant naissance qu'à un seul enfant (sans parler de la rareté du divorce à l'époque).

## Caractéristiques des enfants uniques
On dit parfois que les enfants uniques sont plus susceptibles de développer des intérêts précoces (en passant plus de temps avec les adultes) et de se sentir seuls. Parfois, ils compensent leur solitude en développant une relation plus forte avec eux-mêmes ou en se développant une vie imaginaire. Certains enfants dont les frères et sœurs sont bien plus petits qu'eux peuvent se sentir comme ayant grandi comme enfant unique.
Certains avantages cités d'avoir un enfant unique sont : fardeau financier limité, absence de rivalité fraternelle, possibilité pour l'enfant d'assister à des événements toujours adaptés à son âge (sans considération pour des aînés ou cadets). Un des inconvénients est qu'il peut être plus difficile pour un seul enfant de s'occuper seul de ses parents vieillissants.
Dans les pays occidentaux, les enfants uniques peuvent faire l'objet d'un stéréotype qui les assimile à des « enfants gâtés ». G. Stanley Hall a été l'un des premiers commentateurs à donner une mauvaise réputation aux enfants uniques qu'il qualifie de « maladie en soi ». Bien que beaucoup d'enfants uniques reçoivent beaucoup d'attention et de ressources pour leur développement, il n'est pas clair si, en tant qu'individus, s'ils ont connu une trop grande indulgence de leurs parents lors de leur éducation ou s'ils diffèrent de façon significative des enfants ayant des frères et sœurs. Susan Newman, psychologue sociale à l'université Rutgers et auteure de Parenting an Only Child, assure que ces stéréotypes ne sont que des mythes. Selon elle « Les gens disent que les enfants uniques sont gâtés, qu'ils sont agressifs, qu'ils sont autoritaires, qu'ils sont seuls, qu'ils sont mal adaptés [...] Des centaines et des centaines d'études montrent que les enfants uniques ne sont pas différents de leurs pairs ».
A contrario d'autres études fondées sur l'évaluation par les enseignants des compétences sociales et interpersonnelles d'enfants américains, indiquent une maîtrise de soi et de compétences interpersonnelles plus difficiles, mais pas au-delà du primaire ou du secondaire,.
En Chine, les problèmes de comportement perçus chez les enfants uniques ont été nommés « syndrome du petit empereur » et le manque de frères et sœurs a été incriminé pour expliquer un certain nombre de maux sociaux tels que le matérialisme et le crime. Cependant, des études récentes ne soutiennent pas ces affirmations et ne montrent aucune différence significative de personnalité entre les enfants uniques et les enfants nés dans les familles nombreuses. La politique de l'enfant unique a également été suspectée d'être la cause sous-jacente d'avortements forcés, d'infanticides féminins et de sous-déclaration des naissances féminines, et a été suggérée comme une cause possible du nombre croissant de crimes et du déséquilibre entre les sexes en Chine. Quoi qu'il en soit, une enquête menée en 2008 par le Pew Research Center rapporte que 76 % de la population chinoise a soutenu cette politique.
Les médias populaires prétendent souvent qu'il est plus difficile pour les enfants uniques de coopérer que ceux ayant grandi dans un environnement familial conventionnel, car ils n'ont pas de concurrents pour attirer l'attention de leurs parents et d'autres membres de leur famille . Il est suggéré qu'il existe une confusion au sujet des normes des âges et des rôles et qu'un effet similaire existe dans la compréhension des relations avec les autres pairs et les jeunes, tout au long de la vie. Les parents peuvent exercer une pression et des attentes supplémentaires sur les enfants uniques et les enfants devenir perfectionnistes. Il est également rapporté que les enfants uniques ont tendance à mûrir plus rapidement.
Selon une étude quantitative de 1987 portant sur 141 études ayant comme sujets seize traits de personnalité différents que les enfants uniques avaient une motivation plus prononcée pour la réussite et l’adaptation. Ceci proviendrait, selon Polit et Falbo, des ressources disponibles plus importantes des parents et de la supervision et des attentes de ces derniers ; ce qui exposerait l'enfant unique à davantage de récompenses mais aussi à une plus grande probabilité de punition en cas d'échec. Une deuxième analyse de ces auteurs a révélé que les enfants uniques ou les aînés n'ayant qu'un seul frère ou sœur obtiennent de meilleurs résultats aux tests d'habileté verbale que les puînés ayant plusieurs frères et sœurs.
Selon le modèle de dilution des moyens (Resource Dilution Model), les ressources parentales (par exemple le temps passé à lire à l'enfant) sont importantes pour le développement. Ainsi, comme ces moyens sont limités, on pense que les enfants ayant de nombreux frères et sœurs en bénéficient moins, respectivement. Cependant, le modèle de convergence (Confluence Model) suggère qu'il y a un effet opposé des avantages pour les enfants n'étant pas les plus jeunes à assurer un tutorat aux plus jeunes, bien que le tutorat ne comble pas la part réduite des ressources parentales allouées à chaque enfant. Cela explique en partie la piètre performance aux tests d'habileté des enfants uniques par rapport aux premiers-nés, comme on le voit souvent dans la littérature, bien que des explications telles que la probabilité accrue et plus précoce de subir une séparation ou une perte parentale pour le dernier-né et les enfants uniques ont également été suggérées, car cela peut être la cause même de leur statut,[pas clair].
Dans son livre Maybe One, le militant environnemental Bill McKibben plaide en faveur d'une politique volontariste de l'enfant unique sur la base du changement climatique et de la surpopulation. Il rassure le lecteur avec un récit construit à partir d'entrevues avec des chercheurs et des écrivains sur les enfants uniques, combiné avec des extraits de la littérature de recherche, en assurant que cela ne nuirait pas au développement de l'enfant. Il soutient que la plupart des stéréotypes culturels sont faux, qu'il n'y a pas beaucoup de différences entre les seuls enfants et les autres enfants, et que là où il y a des différences, elles sont favorables au seul enfant.
La plupart des recherches sur les enfants uniques ont été quantitatives et se sont concentrées sur leur comportement et sur la façon dont les autres, par exemple les enseignants, évaluent ce comportement. Bernice Sorensen, en revanche, a utilisé des méthodes qualitatives afin d'obtenir un sens et de découvrir ce que les enfants eux-mêmes comprennent, ressentent ou ressentent au sujet de leur vie qui est vécue sans fratrie. Ses recherches ont montré qu'au cours de leur vie, les enfants uniques deviennent souvent plus conscients de leur statut d'enfant unique et sont très affectés par le stéréotype de la société sur l'enfant unique, que ces stéréotypes soient vrai ou non. Dans son livre Only Child Experience and Adulthood, elle affirme que grandir dans une société comprenant une prédominance sociale de frères et sœurs affecte les enfants uniques et que l'absence de relations fraternelles peut avoir un effet important à la fois sur la façon dont ils se perçoivent eux-mêmes et les autres et sur la façon dont ils interagissent avec le monde.
En 2011, les recherches du groupe du professeur Lisa Cameron se concentrent sur l'endogénéité associée au fait d'être enfant unique. Les parents qui choisissent de n'avoir qu'un seul enfant peuvent différer systématiquement dans leurs caractéristiques des parents qui choisissent d'avoir plus d'un enfant. L'article conclut que « ceux qui ont grandi en tant qu'enfants seulement à la suite de la politique de l'enfant unique (en Chine) sont jugés moins confiants, moins dignes de confiance, moins susceptibles de prendre des risques et moins compétitifs que s'ils avaient eu des frères et sœurs. De plus, selon le professeur Cameron, on a constaté qu'une plus grande exposition à d'autres enfants dans l'enfance - par exemple, des interactions fréquentes avec des cousins et/ou la garde d'enfants - n'était pas un substitut pour avoir des frères et sœurs ».
Dans son livre Born to Rebel, Frank Sulloway entend monter que l'ordre de naissance influence le développement des « Big Five » (cinq grands traits de personnalité, également connu sous le nom de « modèle des cinq facteurs »). Sulloway suggère que les premiers-nés et les enfants uniques sont plus consciencieux, plus dominants socialement, moins agréables et moins ouverts aux idées nouvelles que leurs cadets. Cependant, ses conclusions ont été contestées par d'autres chercheurs, qui soutiennent que les effets de l'ordre de naissance sont faibles et incohérents. Dans l'une des plus grandes études menées sur l'effet de l'ordre de naissance sur les cinq grands, les données d'un échantillon national de 9 664 sujets n'ont trouvé aucun lien entre l'ordre de naissance et les résultats du test de personnalité NEO PI-R.

## Stéréotype des enfants uniques.
Les enfants uniques sont souvent l'objet de stéréotypes que l'on appelle le "syndrome de l'enfant unique". Ceci fait référence à certaines caractéristiques négatives que les gens peuvent associer au fait d'être un enfant unique. Ils sont considérés comme étant gâtés, narcissiques, égoïstes et choyés. De plus, dans la société les enfants uniques sont vus comme étant trop sensibles et surprotégés par leurs parents. Ces stéréotypes peuvent varier d'une culture à l'autre, mais certains sont couramment acceptés dans de nombreuses sociétés.  Il n'existe aucune preuve fiable que le fait d'être un enfant unique affecte de manière significative la personnalité ou le comportement.
La recherche d'E.W Bohannon a joué un grand rôle dans ce qu'on appelle le syndrome de l'enfant unique. Bohannon a administré des questionnaires explorant les traits des enfants sans frères et sœurs et a constaté que l'écrasante majorité des répondants décrivaient des attributs négatifs. Cette découverte inexacte a semblé s'imposer pendant une longue période et s'étale même jusqu'à maintenant dans les médias. Des recherches suggèrent qu'il existe encore des perceptions négatives autour des enfants uniques, notamment qu'ils sont moins altruistes que les enfants avec des frères et sœurs. Cela a été démenti, les chercheurs ont comparé le comportement altruiste des enfants uniques et des enfants avec des frères et sœurs en utilisant une série de jeux économiques. Les résultats ont montré qu'il n'y avait pas de différence significative entre les deux groupes en termes de comportement altruiste. En outre, les chercheurs ont également exploré les différences de personnalité entre les enfants uniques et les enfants avec des frères et sœurs, en utilisant le test Big Five de personnalité. Les résultats ont montré qu'une fois encore il n'y avait pas de différences significatives entre les deux groupes en termes de traits de personnalité liés à l'altruisme, tels que la gentillesse et la coopération.
De plus, un autre stéréotype négatif des enfants uniques est qu'ils sont seuls et manquent de compétences sociales. Ce stéréotype est basé sur l'hypothèse que les enfants uniques n'ont pas eu l'occasion d'apprendre à interagir avec d'autres enfants et ont donc du mal à nouer des relations significatives. On croit souvent que les enfants uniques sont introvertis et timides, et qu'ils ne savent pas se faire des amis, même si cela n’est pas véridique.
Enfin, il existe également des stéréotypes positifs sur les enfants uniques. L'un des plus courants est qu'ils sont plus intelligents et réussissent mieux que les personnes ayant des frères et sœurs. Ce stéréotype est basé sur la croyance selon laquelle les enfants uniques ont reçu plus d'attention et de ressources de la part de leurs parents, leur permettant de se concentrer sur leur éducation et leur carrière sans être distraits par leurs frères et sœurs. Un autre stéréotype positif sur les enfants uniques est qu'ils sont plus indépendants et autonomes. Ce stéréotype est basé sur l'idée que les enfants uniques ont dû compter sur eux-mêmes pour le divertissement et la compagnie, et ont donc appris à être autonomes et ingénieux. On suppose souvent que les enfants uniques sont plus à l'aise d'être seuls et capables de poursuivre leurs intérêts sans être distraits par les autres. Bien que ces stéréotypes soient positifs, ils ne sont pas confirmés par la recherche.
Les enfants uniques ne sont pas plus susceptibles d'être plus gâtés que les personnes ayant des frères et sœurs. En réalité, les enfants uniques ont tendance à être aussi sociaux et bien adaptés que les personnes ayant des frères et sœurs, et sont souvent plus proches de leurs parents. Ils ont également autant de chances de réussir et d'accomplir leur carrière et leur vie personnelle que les enfants qui ont des frères et sœurs.
Bien qu'il puisse y avoir une part de vérité dans certains de ces stéréotypes, ils ne sont pas toujours exacts. Chaque enfant unique est unique et a sa propre personnalité, ses forces et ses faiblesses.